# Protea acuminata
Protea acuminata är en tvåhjärtbladig växtart som beskrevs av John Sims. Protea acuminata ingår i släktet Protea och familjen Proteaceae. Inga underarter finns listade i Catalogue of Life.